# Castets
Castets is een gemeente in het Franse departement Landes in de regio Nouvelle-Aquitaine. Castets telde op 1 januari 2022 2.510 inwoners en maakt deel uit van het arrondissement Dax.

## Geografie
De oppervlakte van Castets bedroeg op 1 januari 2022 90,18 vierkante kilometer; de bevolkingsdichtheid was toen 27,8 inwoners per km².

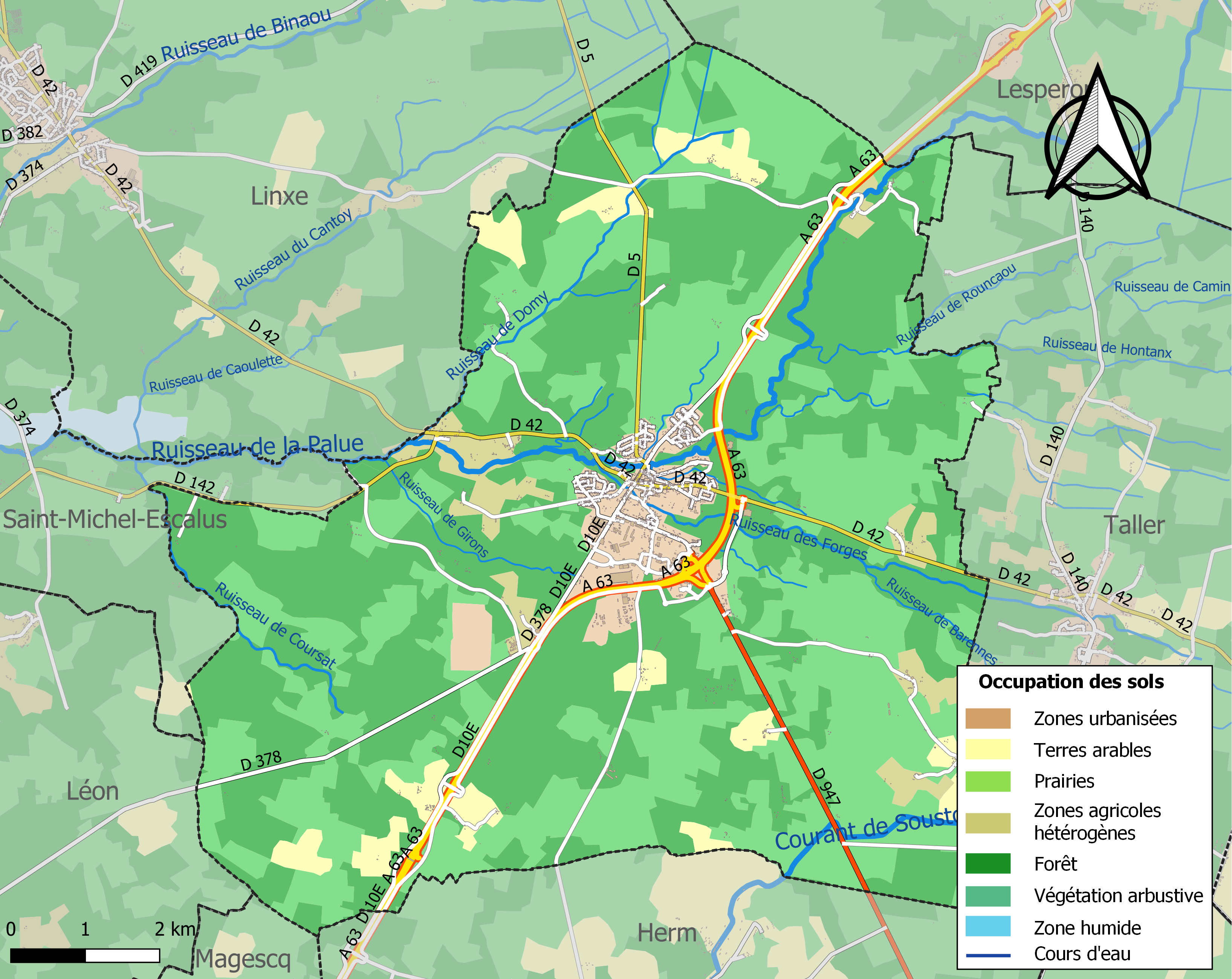
Kaart van de gemeente met de belangrijkste infrastructuur, bodemgebruik en omliggende gemeenten

## Demografie
Onderstaande figuur toont het verloop van het inwonertal (bron: INSEE-tellingen).